# L'Indispensable Achille Talon
L'Indispensable Achille Talon est un album de bande dessinée réalisé par Greg, cinquième tome de la série Achille Talon, paru en 1971 chez Dargaud.

## Description
Dans cet album toujours en gags classiques, une nouvelle forme de gags commence à réellement apparaître : des gags qui brisent allègrement le quatrième mur, dans lequel Achille Talon et les personnages qui l'accompagnent, s'adressent directement au lecteur. Les codes mêmes de la bande dessinée sont chamboulés : personnages qui passent entre les cases, gonflent leur propres phylactères, visitent l'imprimerie du journal Polite, parodie de Pilote...
On y découvre même une planche gribouillée par des dessins enfantins, avec maintes fautes d'orthographe et de grammaire, qui selon l'histoire serait l'œuvre du fils de l'auteur Greg, trop paresseux pour rendre ses propres planches. Dans un autre gag, une planche s'effondre complètement sous les coups d'Achille voulant en prouver la solidité.

### Documentation
- Paul Gravett (dir.), « De 1970 à 1989 : L'Indispensable Achille Talon », dans Les 1001 BD qu'il faut avoir lues dans sa vie, Flammarion, 2012 (ISBN 2081277735), p. 328.